# Efeito sonoro

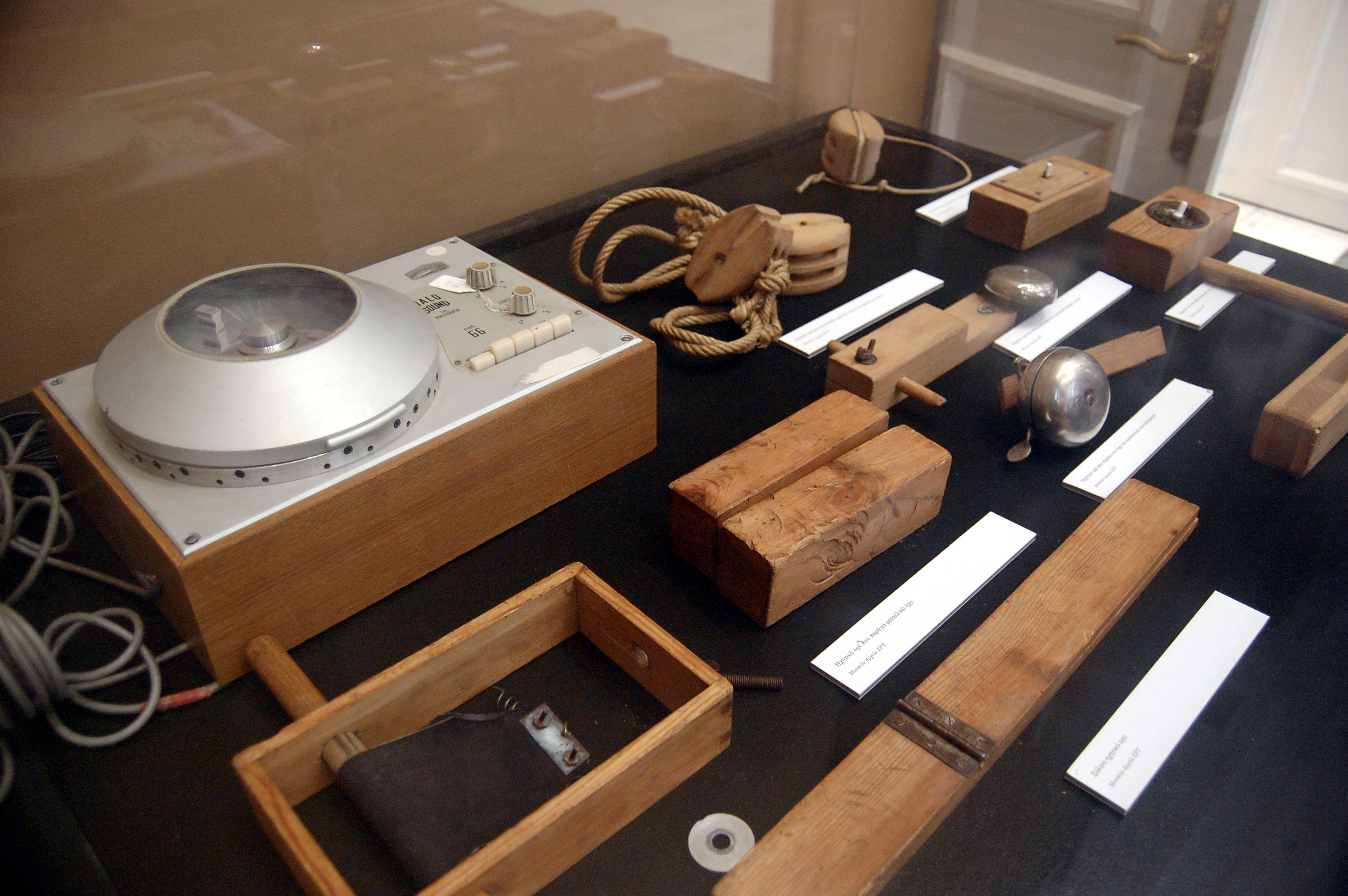
Vários dispositivos acústicos em um estúdio de rádio grego

Um efeito sonoro (ou efeito de áudio) é um som criado ou aprimorado artificialmente, ou um processo sonoro usado para enfatizar conteúdo artístico ou encerramento de filmes, programas de televisão, performances ao vivo, animação, jogos eletrônicos, música ou outras mídias. Tradicionalmente, no século XX, eles foram criados com foley. Na produção de filmes e televisão, um efeito sonoro é um som gravado e apresentado para fazer uma narrativa específica ou um ponto criativo sem o uso de diálogo ou música. O termo geralmente se refere a um processo aplicado a uma gravação, sem necessariamente se referir à gravação em si. Na produção profissional de cinema e televisão, diálogo, música, e as gravações de efeitos sonoros são tratadas como elementos separados. Diálogos e gravações de música nunca são chamados de efeitos sonoros, embora os processos aplicados a tais como efeitos de reverberação ou flangeamento, muitas vezes sejam chamados de "efeitos sonoros".
Esta área e a sonoplastia foram lentamente fundidas desde o final do século XX.

## História

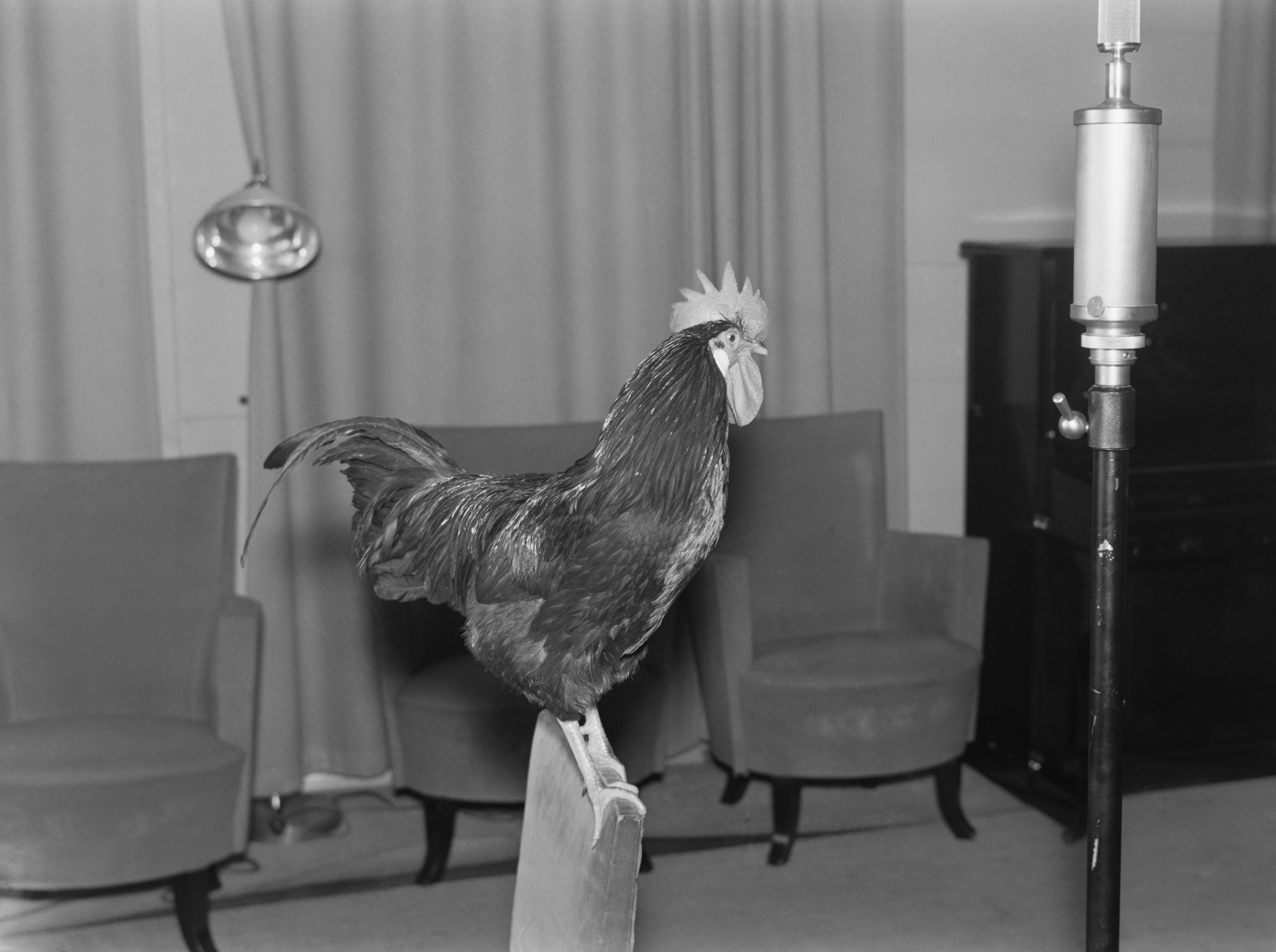
Um galo ao vivo no estúdio de gravação Yle em 1930 na Finlândia

O termo efeito sonoro remonta aos primórdios do rádio. Em seu Anuário de 1931, a BBC publicou um importante artigo sobre "O Uso de Efeitos Sonoros". Considera os efeitos sonoros profundamente ligados à radiodifusão e afirma: "Seria um grande erro pensá-los como análogos aos sinais de pontuação e acentos impressos. Eles nunca devem ser inseridos em um programa já existente. O autor de uma peça transmitida ou a construção da transmissão deveria ter usado os efeitos sonoros como tijolos com os quais construir, tratando-os como de valor igual ao da fala e da música". Ele lista seis "gêneros primários totalmente diferentes de Efeito Sonoro":
- Efeito realista e confirmatório
- Efeito realista e evocativo
- Efeito simbólico e evocativo
- Efeito convencional
- Efeito impressionista
- Música como efeito

Segundo o autor, "é axiomático que todo efeito sonoro, seja qual for a categoria a que pertença, deve ser registrado instantaneamente na mente do ouvinte. Se não o fizer, sua presença não poderá ser justificada."

## Estética
Ao criar efeitos sonoros para filmes, os gravadores e editores de som geralmente não se preocupam com a verossimilhança ou precisão dos sons que apresentam. O som de uma bala entrando em uma pessoa a curta distância pode não soar como o som projetado no exemplo acima, mas como poucas pessoas estão cientes de como tal coisa realmente soa, o trabalho de projetar o efeito é principalmente uma questão de criando um som conjectural que alimenta as expectativas do público enquanto ainda suspende a descrença. Os gêneros de ficção científica e fantasia podem ser mais tolerantes em termos de expectativas do público; o ouvinte não será pego de surpresa por efeitos sonoros incomuns. Em contraste, ao criar efeitos sonoros para precisão histórica e realismo, o ouvinte provavelmente teve uma vida inteira de exposição a alguns desses sons e, portanto, há expectativas de como eles devem soar.
No exemplo anterior, o 'whoosh' em fases da queda da vítima não tem análogo na experiência da vida real, mas é emocionalmente imediato. Se um editor de som usa esses sons no contexto do clímax emocional ou na experiência subjetiva de um personagem, eles podem aumentar o drama de uma situação de uma maneira que os visuais simplesmente não podem. Se um artista de efeitos visuais fizesse algo semelhante ao exemplo da 'queda whooshing', provavelmente pareceria ridículo ou pelo menos excessivamente melodramático.
O princípio do "Som Conjectural" se aplica até mesmo a sons casuais, como pneus cantando, maçanetas girando ou pessoas andando. Se o editor de som quiser comunicar que um motorista está com pressa para sair, ele cortará o som dos pneus cantando quando o carro acelerar a partir de uma parada; mesmo que o carro esteja em uma estrada de terra, o efeito funcionará se o público estiver dramaticamente envolvido. Se um personagem tem medo de alguém do outro lado de uma porta, o giro da maçaneta pode demorar um segundo ou mais, e o mecanismo da maçaneta pode possuir dezenas de partes de clique. Um habilidoso artista de Foley pode fazer alguém andando calmamente pela tela parecer aterrorizado simplesmente dando ao ator uma marcha diferente.